# Rhyacophila sinensis
Rhyacophila sinensis är en nattsländeart som beskrevs av Martynov 1931. Rhyacophila sinensis ingår i släktet Rhyacophila och familjen rovnattsländor. Inga underarter finns listade i Catalogue of Life.